# カールーン川
カールーン川（カールーンがわ、Kārun）は長さが720kmに達するイラン最長の川。イランで最も水量が豊かで旅客船が航行可能な唯一の河川である。ザグロス山脈のイラン国内の最高峰ザルド山（ペルシア語: زردکوه - Zard Kūh：4,548m）から流れ出し南西に向かい、フーゼスターン州の州都アフヴァーズを通ってペルシャ湾に向かい、シャットゥルアラブ川（イランでの呼称はアルヴァンド川）との間にアーバーダーン島を形成し、最後にホッラムシャフルでシャットゥルアラブ川に合流する。下流部の東側にはカールーン川が潤うシャデガン湿地という広大な湿地があり、ウスユキガモの重要な越冬地として1975年にラムサール条約登録地となった。
カールーン川を旧約聖書に記されたピション川の１つとする見解もある。